# Pedro Mirassou
Pedro Mirassou (n. Buenos Aires, Argentina; 29 de junio de 1889 - 1963) fue un tenor argentino de las primeras décadas del siglo XX y que, según el maestro Arturo Toscanini

"..."El tenor argentino Pedro Mirassou fue considerado el primer gran cantante nacional en su cuerda, siendo su voz clara y de natural emisión lo que le valió un importante elogio de Arturo Toscanini: “E un tenore che non fa soffrire” (“Es un tenor que no hace sufrir”)..."

## Trayectoria
Deportista innato, se destacó como jinete, remero y nadador en el club de regatas de Santa Fe en la Laguna Setúbal cuando junto a Pedro Antonio Candioti, Carlos Bianchi, Octavio Pacheco y Atilio Copes, ganó la competencia del río Luján en 1916 obteniendi la Copa “La Marina”.
Uno de los primeros tenores argentinos de gran relevancia actuó entre 1922 y 1950 en el Teatro Colón de Buenos Aires, debutando como el mensajero en Aída de Verdi y consagrándose en la misma ópera años después como Radamés en 1928 dirigido por Tullio Serafin.
En el Colón cantó en La traviata (junto a Claudia Muzio y Riccardo Stracciari), Loreley, Norma, Turandot, Carmen, Tosca, Pagliacci, Il trovatore, Madama Butterfly, Andrea Chenier, como Cyrano de Franco Alfano y finalmente Otello.
Participó en varias óperas argentinas y en el estreno de 1929 de El Matrero de Felipe Boero y Yamandú Rodríguez con dirección de Héctor Panizza y de este director y compositor, su ópera Bizancio, en La novia del hereje, Tabaré y Las vírgenes del sol, de Alfredo Schiuma, La sangre de las guitarras, Siripo,  y La ciudad roja.
En Europa cantó en La Scala de Milán - Delitto e Castigo de Forzano en 1926 y Norma en 1931 - y en otros teatros italianos, entre otros, Brescia, Palermo, Parma, también en el Liceo de Barcelona y en el Concertgebouw de Ámsterdam en 1934.
Junto a Carlos Guichandut, que lo sucedió, y Rafael Lagares fue uno de los tenores "spinto" argentinos del Colón.

## Anecdotario
Extracto del libro Palco, cazuela y paraíso de Margarita Pollini

"...Una sección del libro está dedicada a animales. Cuenta Pollini que un gran tenor argentino, Pedro Mirassou, era, además, un buen jinete. Y que en una ópera que se estrenaba en 1929 encarnó a un gaucho matrero. "Viendo la ocasión de demostrar esas dotes, el tenor sugirió salir al trote montado en el caballo de Pedro al terminar su aria". Le dijeron que no, pero el día de la función, el cantante desobedeció. "Mirassou terminó su aria; enfervorizado por los aplausos subió al caballo y le clavó las espuelas. Dicen que la silueta de Pedro quedó recortada en la escenografía".
.."